# Transjordanië
Transjordanië Arabisch: إمارة شرق الأردن ʾImārat Sharq al-ʾUrdun, Engels: Emirate of Transjordan) of Oultrejordain was het ten oosten van de Jordaan gelegen deel van het mandaatgebied Palestina dat na de Eerste Wereldoorlog door de Volkenbond was gecreëerd toen de geallieerden het Ottomaanse Rijk hadden veroverd. Het mandaat voor Palestina was vervolgens aan de Britten toegekend.

## Geschiedenis
Op een conferentie in Caïro in 1921 stelde Winston Churchill voor om dit mandaatgebied in twee delen te splitsen langs de Jordaan en de Golf van Akaba. Toen in juli 1922 de mandaattekst werd opgesteld omvatte dit mandaatgebied echter nog zowel het gebied ten oosten als ten westen van de Jordaan.
Op 25 mei 1923 werd het Mandaatgebied Palestina toch bestuurlijk gesplitst. De naam Palestina werd vanaf dat moment gebruikt voor het gebied ten westen van de Jordaan, terwijl het oostelijk van de Jordaan gelegen deel de naam Transjordanië ('Over de Jordaan') kreeg. Beide gebieden vielen toen nog onder het Britse mandaat. Abdoellah van Jordanië werd tot emir van Transjordanië benoemd, onder een voorlopige overeenkomst. Die overeenkomst hield ook in dat Abdoellah eveneens emir mocht worden in Syrië als het Verenigd Koninkrijk Frankrijk kon overhalen Syrië op te geven. De eerder gedane toezeggingen over onafhankelijkheid voor de Arabische landen voor hun hulp aan de Britten in de strijd tegen de Turken werden door het Verenigd Koninkrijk niet nagekomen.
Op 25 mei 1946 werd Transjordanië onafhankelijk als het Hasjemitisch Koninkrijk, het huidige Jordanië. Na de Arabisch-Israëlische Oorlog van 1948 annexeerde Transjordanië op 24 april 1950 formeel het gebied van Palestina ten westen van de Jordaan - dat daarna de Westelijke Jordaanoever werd genoemd - en de Oude Stad Jeruzalem (Oost-Jeruzalem). Daarbij werd de naam Transjordanië veranderd in Jordanië, want het land omvatte nu een gebied aan weerszijden van de Jordaan. Het Verenigd Koninkrijk en Pakistan erkenden deze annexatie, terwijl de meeste Arabische landen het afkeurden.